# Escape Riefler

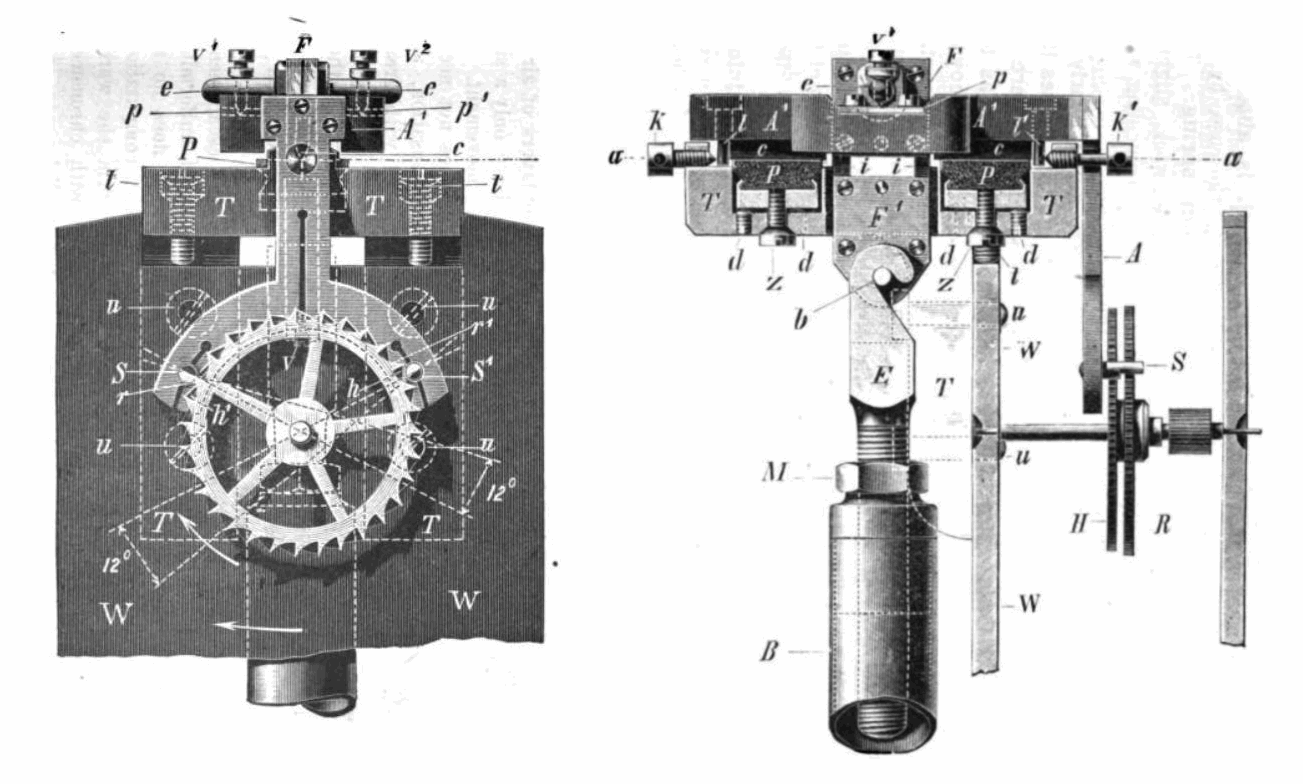
Escape Riefler utilizado en el reloj regulador Clemens Riefler, de 1893. Muestra el portador (A'), los filos de las cuchillas (c), las superficies de soporte de ágata (P), el resorte de suspensión (i), la rueda de escape de bloqueo (h), la rueda de escape de impulso (H), y las paletas (S,S')

El escape Riefler es un tipo de escape mecánico para relojes de péndulo de precisión, inventado y patentado por el fabricante de instrumentos alemán Sigmund Riefler en 1889. Fue utilizado en el ámbito astronómico. Los relojes reguladores fabricados con este escape por la compañía Clemens Riefler entre 1890 y 1965, posiblemente han sido los relojes de péndulo totalmente mecánicos más precisos de la historia.

Un escape es el mecanismo de un reloj mecánico que le da al péndulo impulsos precisos para mantenerlo oscilando, y permite que el reductor de velocidad avance una cantidad determinada con cada oscilación del péndulo, moviendo las manecillas del reloj a un ritmo constante. El escape Riefler fue una mejora del escape de retroceso bloqueado, el estándar anterior para los relojes de precisión. En estos escapes más sencillos, la fuerza para mantener el péndulo oscilante se aplica mediante los dientes de la rueda de escape, que se deslizan alternativamente contra dos paletas en ángulo sobre unos brazos unidos al péndulo. Por lo tanto, ligeras variaciones en la fricción de las paletas y en el momento de fuerza de la rueda de escape se transmiten al péndulo, perturbando su movimiento.

## Cómo funciona
En el escape de Riefler, la energía necesaria para mantener el péndulo oscilando se obtiene doblando la tira corta y recta de un resorte que suspende el péndulo. El extremo superior del resorte de suspensión no está sujeto a un soporte fijo como en la mayoría de los relojes, sino que está sujeto a un soporte de metal pesado, que gira sobre dos filos de cuchilla alineados en su parte inferior, que a su vez descansan sobre placas planas de ágata. El punto de flexión del resorte de suspensión está alineado con la línea de contacto de los filos de las cuchillas. Cuando el péndulo pasa por su punto inferior, la rueda de escape se desbloquea y empuja al portador, y el portador gira repentinamente sobre sus filos en un pequeño ángulo, flexionando el resorte. El resorte se dobla un poco además de lo inducido por la oscilación del péndulo y, por lo tanto, proporciona el impulso para la siguiente oscilación. Así, el resorte de suspensión se utiliza para dos funciones: suspender el péndulo y darle impulso.
El escape Riefler tiene mejor rendimiento que el de áncora porque la fuerza de las paletas, con su variabilidad, no se aplica al péndulo sino al soporte. El escape no tiene contacto con el péndulo debajo del resorte de suspensión. Así, el péndulo queda libre de perturbaciones de la rueda de escape durante la mayor parte de cada movimiento y el único trabajo que tiene que hacer es desbloquear la rueda de escape una vez por segundo. Esta operación se realiza cerca del lugar ideal, en el centro de cada movimiento.
La rueda de escape y las paletas del mecanismo de Riefler tienen un diseño especial. En realidad, hay dos ruedas de escape montadas en el mismo eje y dos superficies en cada uno de los dos pasadores de paletas. La rueda de bloqueo delantera tiene dientes que apuntan hacia adelante, como en un escape de áncora, y se engancha en la superficie plana de la paleta para bloquear la rueda. La rueda de impulso trasera tiene dientes con una superficie inclinada orientada en la dirección del movimiento de rotación. La parte redonda de cada paleta es la que actúa sobre esta superficie para dar el impulso al péndulo.

## Relojes Riefler

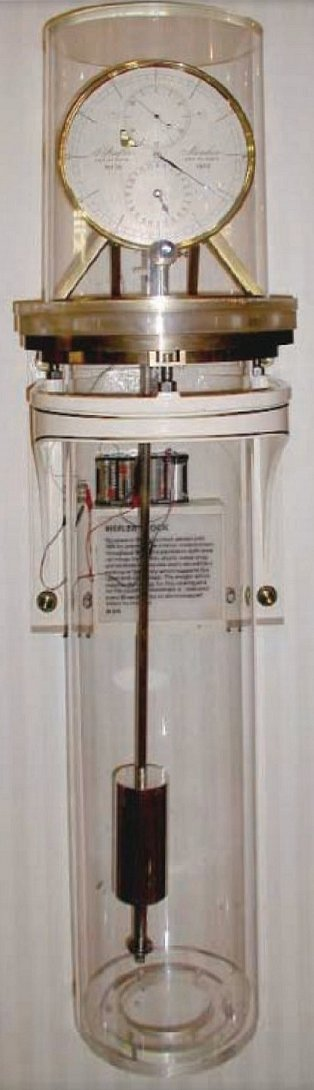
Reloj Riefler, museo del Instituto Nacional de Estándares y Tecnología, en Gaithersburg (Maryland). Mide 54" (134 cm) de alto. Este reloj sirvió como el primer estándar horario estadounidense entre 1904 y 1929

Los relojes reguladores de precisión de Clemens Riefler alcanzaron precisiones de 10 milisegundos por día, y se garantizaba que estaban dentro de los 30 milisegundos. Con más de 600 unidades fabricadas, fueron uno de los reguladores astronómicos más utilizados y se convirtieron en el estándar más preciso para la medición del tiempo a principios del siglo XX. Se utilizaron en todo el mundo en observatorios astronómicos, observatorios navales y como estándares primarios para los servicios eléctricos de difusión horaria, que suministraban señales horaria a través de cables telegráficos. Los relojes Riefler estaban equipados con un interruptor eléctrico para este propósito, que permitía enviar una señal horaria con una frecuencia de 1 Hz a equipos externos. El primer estándar de tiempo para los Estados Unidos, proporcionado por la Oficina de Estándares (posteriormente, el Instituto Nacional de Estándares y Tecnología), fue generado entre 1904 y 1929 utilizando relojes Riefler.
Además del escape Riefler, el mecanismo de estos relojes tenía otras innovaciones que eran responsables de su precisión. Fueron uno de los primeros relojes en utilizar una varilla de péndulo hecha con de invar, una aleación de baja dilatación térmica, para evitar que el péndulo cambiara de longitud con las variaciones de temperatura, provocando errores. Los modelos más precisos se montaron en una campana a baja presión, para eliminar el efecto de los cambios de presión atmosférica sobre el péndulo. Estaban impulsados por un remontuar de gravedad, un peso pequeño al que un motor eléctrico le daba cuerda cada 30 segundos, para eliminar el efecto de los cambios en la fuerza motriz en el mecanismo.
Los relojes de péndulo de precisión Riefler en funcionamiento que se exhiben al público están ubicados en el Deutsches Museum de Múnich, en el National Watch and Clock Museum en Columbia (Filadelfia), en el Musée international d'horlogerie de La Chaux-de-Fonds y en el Musée d'horlogerie de Le Locle (ambos en Suiza), en el Museo Alemán del Reloj en Furtwangen, en el Observatorio Naval de los Estados Unidos (solo con cita previa) en Washington D. C. y en el Anderson Hall del Carleton College en Northfield, (Minesota).